# Svenska mästerskapen i dressyr 1989
Svenska mästerskapen i dressyr 1989 avgjordes i Tranås. Tävlingen var den 39:e upplagan av Svenska mästerskapen i dressyr.

## Resultat
| Placering | Ryttare          | Häst      |
| --------- | ---------------- | --------- |
| 1         | Louise Nathhorst | Chirac    |
| 2         | Louise Nathhorst | LRF Dante |
| 3         | Margareta Blom   | Casmir    |